# Jackie Berroyer
Jackie Berroyer (Reims, 24 maggio 1946) è un attore, sceneggiatore e dialoghista francese.

## Biografia
Jackie Berroyer cresce a Reims, nel quartiere popolare Maison-Blanche. Suo padre è un operaio muratore e sua madre è una casalinga. In gioventù, frequentava la banda del suo quartiere, ma, non avendo inclinazione né capacità fisiche per le risse, finisce per diventare la mascotte comica del gruppo.
Dopo aver iniziato come disegnatore industriale, mestiere che abbandona a 25 anni, a partire dalla metà degli anni ’70 diventa critico rock per Charlie Hebdo. Successivamente collabora con diverse testate: Hara-Kiri, Libération, Rock & Folk, Actuel, Rolling Stone. Anche come scrittore, nel 1992 pubblica La femme de Berroyer est plus belle que toi, connasse, poi adattato al cinema con il titolo Tempête dans un verre d'eau. Llavora con Patrick Bouchitey (in Lune froide, adattato da un romanzo di Bukowski), Patrick Grandperret e Jean-François Stévenin (in Double messieurs del 1986). Ha anche co-firmato il primo film di Cédric Klapisch, Riens du tout.

## Filmografia
- Double messieurs, regia di Jean-François Stévenin (1986)
- Cinématon, regia di Gérard Courant (1987)
- Mona et moi, regia di Patrick Grandperret (1989)
- Lune froide, regia di Patrick Bouchitey (1990)
- Les gens normaux n'ont rien d'exceptionnel, regia di Laurence Ferreira Barbosa (1993)
- L'Eau froide, regia di Olivier Assayas (1994)
- Un Indien dans la ville, regia di Hervé Palud (1994)
- Le Péril jeune, regia di Cédric Klapisch (1995)
- Le Silence de Rak, regia di Christophe Loizillon (1995)
- Encore, regia di Pascal Bonitzer (1996)
- Des lendemains qui chantent, regia di Caroline Chomienne (1996)
- Caméléone, regia di Benoît Cohen (1996)
- Une femme très très très amoureuse, redia di Ariel Zeitoun (1997)
- Rien ne va plus, regia di Claude Chabrol (1997)
- Je ne vois pas ce qu'on me trouve, regia di Christian Vincent (1997)
- Tempête dans un verre d'eau, regia di Arnold Barkus (1997)
- L'Annonce faite à Marius, regia di Harmel Sbraire (1997)
- Ça n'empêche pas les sentiments, regia di Jean-Pierre Jackson (1998)
- Un dérangement considérable, regia di Bernard Stora (1999)
- Les Frères Sœur, regia di Frédéric Jardin (2000)
- La Chambre obscure, regia di Marie-Christine Questerbert (2000)
- HS Hors Service, regia di Jean-Paul Lilienfeld (2000)
- Les Araignées de la nuit, regia di Jean-Pierre Mocky (2001)
- La Bête de miséricorde, regia di Jean-Pierre Mocky (2001)
- Rien que du bonheur, regia di Denis Parent (2002)
- L'Éclaireur, regia di Djibril Glissant (2003)
- À boire, regia di Marion Vernoux (2003)
- Le ricamatrici (Brodeuses), regia di Eleonore Faucher (2003)
- Comme une image, regia di Agnès Jaoui (2003)
- Le Clan, regia di Gaël Morel (2003)
- Nudisti per caso (Les Textiles), regia di Franck Landron (2003)
- Albert est méchant, regia di Hervé Palud (2003)
- Le Veilleur, regia di Frédéric Brival (2003)
- Calvaire, regia di Fabrice Du Welz (2004)
- Quand la mer monte..., regia di Yolande Moreau (2004)
- Jean-Philippe, regia di Laurent Tuel (2005)
- Voisins, voisines, regia di Malik Chibane (2005)
- Enfermés dehors, regia di Albert Dupontel (2005)
- Président, regia di Lionel Delplanque (2005)
- Le Deal, regia di Jean-Pierre Mocky (2005)
- Héros, regia di Bruno Merle (2006)
- Deux vies plus une, regia di Idit Cébula (2006)
- La journée de la jupe, regia di Jean-Paul Lilienfeld (2008)
- Jusqu'à toi, regia di Jennifer Devoldère (2009)
- Opération 118 318, sévices clients, regia di Julien Baillargeon (2010)
- Je suis un no man's land, regia di Thierry Jousse (2011)
- Nos plus belles vacances, regia di Philippe Lellouche (2012)
- Cherchez Hortense, regia di Pascal Bonitzer (2012)
- Mobile Home, regia di François Pirot (2012)
- Par les épines, regia di Romain Nicolas (2012)
- Pauvre Richard, regia di Malik Chibane (2013)
- Rue Mandar, regia di Idit Cébula (2013)
- De l'usage du sextoy en temps de crise, regia di Éric Pittard (2013)
- Amour et turbulences, regia di Alexandre Castagnetti (2013)
- Mohamed Dubois, regia di Ernesto Onia (2013)
- Je suis supporter du Standard, regia di Riton Liebman (2013)
- Henri, regia di Yolande Moreau (2013)
- Cosmodrama, regia di Philippe Fernandez (2015)
- Les Jours venus, regia di Romain Goupil (2015)
- Pitchipoï, regia di Charles Najman (2015)
- Benvenuti... ma non troppo (Le Grand Partage), regia di Alexandra Leclère (2015)
- Sélection officielle, regia di Jacques Richard (2016)
- Un marito a metà (Garde alternée), regia di Alexandra Leclère (2017)
- Satire dans la campagne, regia di Marc Large e Maxime Carsel (2017)
- Neuilly sa mère, sa mère!, regia di Gabriel Julien-Laferrière (2018)
- Le Verità, regia di Hirokazu Kore-eda (2019)
- Imprevisti Digitali (Effacer l'historique), regia di Gustave Kervern e Benoît Delépine (2020)
- Adieu les cons, regia di Albert Dupontel (2020)
- Playlist, regia di Nine Antico (2021)
- Le Sens de la famille, regia di Jean-Patrick Benes (2021)
- Fantasie (Les Fantasmes), regia di David e Stéphane Foenkinos (2021)
- Inexorable, regia di Fabrice Du Welz (2021)
- Adieu Paris, regia di Édouard Baer (2022)
- Tout fout le camp, regia di Sébastien Betbeder (2022)
- Ailleurs si j'y suis, regia di François Pirot (2022
- Maldoror, regia di Fabrice Du Welz (2024)